# Praise the Beast
Praise the Beast è il quarto album della band death metal polacca Azarath, pubblicato nel 2009.

## Tracce
1. Summoning (Instrumental) – 0:55
2. I Hate Your Kind – 4:25
3. Sacrifice of Blood – 4:05
4. Invocation – 3:58
5. Praise the Beast – 5:35
6. Queen of the Sabbath – 5:21
7. Azazel – 2:54
8. Unholy Trinity – 4:16
9. Obey the Flesh – 4:04
10. Throne of Skulls – 3:30
11. From Beyond the Coldest Star – 2:33

## Formazione
- Bartłomiej Waruszewski - voce, basso
- Mariusz "Thrufel" Domaradzki - chitarra
- Bartłomiej Szudek - chitarra
- Inferno - batteria